# Dekanat Centralny (diecezja Tombura-Yambio)
Dekanat Centralny (ang. All Saints Central Deanery) - jeden z sześciu dekanatów diecezji Tombura-Yambio w Sudanie Południowym z siedzibą w Yambio.

## Podział Administracyjny
Dekanat dzieli się na pięć parafii i dwie quasi-parafie
| Parafie                                       |               |                       |
| nazwa                                         | rok założenia | duchowny              |
| St Joseph Catholic Parish Maingbangaru        | 2014          | Fr. Matthew Sangu     |
| St. Mary Mother of God Catholic Parish Yambio | 1951          | Fr. Louis Nvuekama    |
| St. Josephine Bakhita Catholic Parish Yabongo | 2012          | Fr. Andrew Mbuniwia   |
| St. Augustine Catholic Parish Naagori         | 2014          | Fr. Joachim Oboi      |
| Corpus Christi Catholic Parish Gangura        | 2018          | Fr. Ezek Sungerukuari |

| Quasi-parafie          |                                               |
| nazwa                  | parafia-matka                                 |
| Gitikiri               | St. Josephine Bakhita Catholic Parish Yabongo |
| Tindoka-Akorogbodi One | St. Mary Mother of God Catholic Parish Yambio |